# Valentin Țicu
Valentin Țicu est un footballeur roumain né le 19 septembre 2000 à Ploiești. Il joue au poste d'arrière gauche à Petrolul Ploiești.

## Carrière

### En club
Formé à Petrolul Ploiești il fait ses débuts avec l'équipe première le 28 septembre 2018 en deuxième division contre l'Aerostar Bacău. Le 13 octobre 2019, il marque son premier but contre l'ASC Daco-Getica Bucarest. 
Lors de la saison 2021-2022, il fait 26 apparitions et marque 3 buts. Le Petrolul Ploiești termine champion de deuxième division. 
Il joue son premier match en première division le 18 juillet 2022 lors d'une défaite à domicile contre le FC Voluntari 0-1. Il marque son premier but le 31 mars 2023 sur la pelouse de l'Universtatea Craiova. Lors de la saison 2022-2023, il fait 38 apparitions en championnat et 2 en coupe.

### En sélection
Avec les espoirs, il a participé au championnat d'Europe. Il a joué les 3 matchs du premier tour et la Roumanie quitte le tournoi après 1 nul et 2 défaites. 
Le 15 juin 2023, il est convoqué avec les seniors pour un matchs des éliminatoires de l'EURO 2024 contre la Suisse mais il est resté sur le banc. 

## Palmarès

### Club
- Petrolul Ploiești
  - Vainqueur du Championnat de Roumanie de deuxième division en 2022.